# Julius Wagner-Jauregg
Julius Wagner-Jauregg (Wels, 7 maart 1857 – Wenen, 27 september 1940) was een Oostenrijks medicus en psychiater. In 1927 ontving hij de Nobelprijs voor de Geneeskunde voor zijn "malaria-therapie".

## Biografie
Julius Warner werd geboren in Wels als oudste zoon van Adolf Johann Wagner en Ludovika Jauernigg Ranzoni. De familienaam werd veranderd in Wagner von Jauregg toen zijn vader, een bureaucraat, door de Oostenrijkse-Hongaarse monarchie werd verheven in de adelstand. Na de val van de monarchie in 1918 werd het "von" weggelaten.
Hij studeerde geneeskunde aan de Universiteit van Wenen van 1874 tot 1880, waar ook Salomon Stricker studeerde, in het Instituut voor algemene en experimentele Pathologie, en werd in 1880 arts. Van 1883 tot 1887 werkte hij met Maximilian Leidesdorf in de Psychiatrische Kliniek, hoewel zijn opleiding niet over de pathologie van het zenuwstelsel ging. In 1889 volgde hij de beroemde Richard von Krafft-Ebing op bij de Neuro-Psychiatrische Kliniek van de Universiteit van Graz, en begon onderzoek naar krop, cretinisme en jodium. In 1893 werd hij buitengewoon hoogleraar in de Psychiatrie en Zenuwziekten, en directeur van de Kliniek voor Psychiatrie en Zenuwziekten in Wenen als opvolger van Theodor Meynert. Tien jaar later, in 1902, ging hij naar de psychiatrische kliniek van het algemeen ziekenhuis, in 1911 keerde hij terug naar de vorige post.
Tijdens de Eerste Wereldoorlog zag Warner-Jauregg talrijke soldaten die hun spraak waren kwijtgeraakt als gevolg van shellshock en behandelde hen met elektroconvulsietherapie. Ondanks enkele successen bij deze patiënten stond het elektrificeren van de hersenen gelijk aan marteling en als gevolg daarvan werd hij beschuldigd van mishandeling van zijn patiënten. Zijn goede vriend Sigmund Freud werd gevraagd te getuigen en hij bekritiseerde Warner-Jaureggs methodes, maar gaf wel aan dat hij zijn patiënten niet opzettelijk had gemarteld.
Later was hij lid van Hitlers nazipartij en steunde hij gedwongen sterilisatie bij mensen met geestesziektes en "criminele" genen.

## Werk
Het belangrijkste werk dat Wagner-Jauregg in zijn leven deed was het behandelen van psychische aandoeningen door middel van koorts. In 1887 onderzocht hij het effect van koortsige ziekten op psychosen, gebruikmakend van erysipelas en tuberculine (in 1890 ontdekt door Robert Koch). Omdat deze behandelmethoden niet goed werkten, probeerde hij in 1917 inenting met de malariaparasiet, wat erg succesvol bleek bij dementia paralytica, veroorzaakt door neurosyfilis. Door patiënten opzettelijk met malaria te besmetten, ontwikkelen ze een extreem hoge koorts die ervoor zorgde dat de syfilisbacteriën stierven. Hierna kon de malaria, waar wel een behandeling voor bestond, bestreden worden 
Deze ontdekking leverde hem de Nobelprijs voor de Fysiologie of Geneeskunde op in 1927. Zijn belangrijkste publicatie was een boek getiteld Verhütung und Behandlung der progressiven Paralyse durch Impfmalaria (1931).
In 1928 trok Wagner-Jauregg zich terug, maar hij bleef gezond en actief tot zijn dood in 1940 op 83-jarige leeftijd. Kort voor zijn overlijden leidde de ontdekking van penicilline tot een veel betere behandeling van syfilis, wat zijn beroemdste werk overbodig maakte.
1901: Behring · 
1902: Ross · 
1903: Finsen · 
1904: Pavlov · 
1905: Koch · 
1906: Golgi, Ramón y Cajal · 
1907: Laveran · 
1908: Mechnikov, Ehrlich · 
1909: Kocher · 
1910: Kossel · 
1911: Gullstrand · 
1912: Carrel · 
1913: Richet ·
1914: Bárány · 
1919: Bordet · 
1920: Krogh · 
1922: Hill, Meyerhof · 
1923: Banting, Macleod · 
1924: Einthoven ·
1926: Fibiger · 
1927: Wagner-Jauregg · 
1928: Nicolle · 
1929: Eijkman, Hopkins · 
1930: Landsteiner · 
1931: Warburg · 
1932: Sherrington, Adrian · 
1933: Morgan · 
1934: Whipple, Minot, Murphy · 
1935: Spemann · 
1936: Dale, Loewi · 
1937: Szent-Györgyi · 
1938: Heymans · 
1939: Domagk · 
1943: Dam, Doisy · 
1944: Erlanger, Gasser · 
1945: Fleming, Chain, Florey · 
1946: Muller · 
1947: C. Cori, G. Cori, Houssay · 
1948: Müller · 
1949: Hess, Moniz · 
1950: Kendall, Reichstein, Hench · 
1951: Theiler · 
1952: Waksman · 
1953: Krebs,Lipmann ·
1954: Enders, Weller, Robbins · 
1955: Theorell · 
1956: Cournand, Forssmann, Richards · 
1957: Bovet · 
1958: Beadle, Tatum, Lederberg · 
1959: Ochoa, Kornberg · 
1960: Burnet, Medawar · 
1961: Békésy · 
1962: Crick, Watson, Wilkins · 
1963: Eccles, Hodgkin, Huxley · 
1964: Bloch, Lynen · 
1965: Jacob, Lwoff, Monod · 
1966: Rous, Huggins · 
1967: Granit, Hartline, Wald · 
1968: Holley, Khorana, Nirenberg · 
1969: Delbrück, Hershey, Luria · 
1970: Katz, Euler, Axelrod · 
1971: Sutherland · 
1972: Edelman, Porter · 
1973: Frisch, Lorenz, Tinbergen · 
1974: Claude, De Duve, Palade · 
1975: Baltimore, Dulbecco, Temin ·
1976: Blumberg, Gajdusek · 
1977: Guillemin, Schally, Yalow · 
1978: Arber, Nathans, Smith · 
1979: Cormack, Hounsfield · 
1980: Benacerraf, Dausset, Snell · 
1981: Sperry, Hubel, Wiesel · 
1982: Bergström, Samuelsson, Vane · 
1983: McClintock · 
1984: Jerne, Köhler, Milstein · 
1985: Brown, Goldstein · 
1986: Cohen, Levi-Montalcini · 
1987: Tonegawa · 
1988: Black, Elion, Hitchings · 
1989: Bishop, Varmus · 
1990: Murray, Thomas · 
1991: Neher, Sakmann · 
1992: Fischer, Krebs · 
1993: Roberts, Sharp · 
1994: Gilman, Rodbell · 
1995: Lewis, Nüsslein-Volhard, Wieschaus · 
1996: Doherty, Zinkernagel · 
1997: Prusiner · 
1998: Furchgott, Ignarro, Murad · 
1999: Blobel · 
2000: Carlsson, Greengard, Kandel ·
2001: Hartwell, Hunt, Nurse · 
2002: Brenner, Horvitz, Sulston · 
2003: Lauterbur, Mansfield · 
2004: Axel, Buck · 
2005: Marshall, Warren ·
2006: Fire, Mello ·
2007: Capecchi, Smithies, Evans ·
2008: Zur Hausen, Barré–Sinoussi, Montagnier ·
2009: Blackburn, Greider, Szostak ·
2010: Edwards ·
2011: Beutler, Hoffmann, Steinman ·
2012: Gurdon, Yamanaka ·
2013: Rothman, Schekman, Südhof ·
2014: O'Keefe, Moser, Moser ·
2015: Campbell, Omura, Tu ·
2016: Osumi ·
2017: Hall, Rosbash, Young ·
2018: Allison, Honjo ·
2019: Kaelin, Ratcliffe, Semenza ·
2020: Alter, Houghton, Rice ·
2021: Julius, Patapoutian ·
2022: Pääbo ·
2023: Karikó, Weissman ·
2024: Ambros, Ruvkun
- Bibsys: 3016389
- Bibliothèque nationale de France: cb12345814w (data)
- Catàleg d'autoritats de noms i títols de Catalunya: 981058614866306706
- CiNii: DA14236537
- Gemeinsame Normdatei: 118628445
- International Standard Name Identifier: 0000 0001 0939 1368
- Library of Congress Control Number: n80103780
- Bibliotheek van het Japanse parlement: 001107525
- Nationale Bibliotheek van Tsjechië: nlk20000079377
- Nationale Bibliotheek van Israël: 987007415025605171
- Nationale Bibliotheek van Polen: a0000002486735
- Nederlandse Thesaurus van Auteursnamen: 073526401
- Istituto Centrale per il Catalogo Unico: CUBV017700
- SNAC: w61c2tb3
- Système universitaire de documentation: 032426003
- Virtual International Authority File: 118218038
- WorldCat: E39PBJdCtbVjCWFjtc7TpwVQv3